# Олга Сковран
Олга Сковран (Панчево, 1908 — Београд, 1995) била је српски кореограф, педагог, оснивач и директор ансамбла „Коло“.

## Живот до 1944. године
Олга Марјановић (удато Сковран) рођена је у Панчеву 10. јула 1908. године. Студирала је историју и књижевност, али се ипак определила за рад на обликовања духа и тела кроз фискултуру и народну игру и песму. Већ крајем двадесетих година 20. века Олга је професор гимнастике у Државној реалној гимназији у Панчеву (једној од престижних у тадашњој Краљевини СХС). Већ тридесетих година се интересује за народну игру и појављује на предавањима сестара Јанковић не слутећи да ће деценију касније са њима сарађивати по питању очувања и презентовања фолклора народа Југославије. Радила је и као професор гимнастике у учитељској школи у Београду и била је пионир у увођењу народне игре у наставни програм, за почетак неформално и незванично.

## Оснивање "Лоле"
После оснивања хора Централне уметничке групе УСАОС-а (од 1945. ОКУД „Иво Лола Рибар“) већ у децембру 1944. године се оснива фолклорна секција, претеча Ансамбла народних игара и песама. Стицајем околности није било компетентније особе за рад са новом секцијом од маћехе диригента „Лолиног“ хора, Душана Сковрана. Тако је Олга Сковран основала од постојећих чланова хорске секције играчку групу. Већ наредне године ова секција се развија у озбиљан фолклорни ансамбл, а 1947. рад Олге Сковран биће доказан освојеним другим местом на фестивалу омладине у Прагу одмах иза, тада већ легендарног, ансамбла „Мојсејев“.
За четири године активног рада у „Лоли“ Олга Сковран је поставила основе педагошког и кореографског рада и створила препознатиљив стил, који Ансамбл гаји и данас. Кореографски још увек неискусна и недоречена није оставила „Лоли“ ниједно уметничко дело, али је оставила нешто много значајније – систем фолклорне педагогије, који ће наставити и уз њену свесрдну помоћ уобличавати њени наследници (Слободан Зечевић, Душан Никачевић, Драгомир Вуковић, Братислав Грбић, Владета Влаховић).

## Државни ансамбл народних игара и песама НР Србије
Година 1948. донела је нове околности у Југославији што је довело до стварања професионалног државног ансамбла народних игара и песама НР Србије (првог такве врсте на овим просторима). За уметничког руководиоца и директора постављена је Олга Сковран. Први кадар чинили су њени играчи из „Лоле“ и играчи Ансамбла Југословенске армије. На челу ансамбла „Коло“ остала је до 1965. године и оставила неизбрисив траг. Њене кореографије и данас су незаобилазне, а слободно се може рећи и непревазиђене (Игре из Србије, Старобосанско немо коло из Гламоча, Влашко надигравање, Тешкото, Русалије). Била је храбар зачетник стварања једне нове сценске уметности инспирисане народном игром и наслеђем народа. Лакоћа играња, укомпонована са једноставним, али савршено прецизним променама кореографских слика осликава уметнички стил Олге Сковран. 
- Вечери народних игара у Задужбини Илије М. Коларца

## Карактер
Остала је упамћена као „госпођа Сковран“, а њен ауторитет и поштовање које је уживала код играча и данас су тема многих прича. Поред игре и кореографисања, „госпођа Сковран“ се бавила и едуковањем, образовањем и васпитањем својих играча. Водила је рачуна о томе како се понашају, држала курсеве бонтона, успевала да изнивелиише различит степен образовања својих играча, који су тек окусили живот у слободи и миру.
Умрла је у Београду, фебруара 1995. године.